# Wild and Peaceful
Wild and Peaceful är ett musikalbum av Kool and the Gang släppt 1973 på De-Lite Records. Det här guld-säljande albumet slog gruppen igenom med. "Funky Stuff" blev gruppens första stora hit. Den följdes av de funkiga "Jungle Boogie" och "Hollywood Swinging" som båda blev stora hits.

## Låtlista
1. "Funky Stuff" (Bell/Lowery/May/Moreno) - 3:00
2. "More Funky Stuff" (Kool and the Gang) - 2:50
3. "Jungle Boogie" (Kool and the Gang) - 3:03
4. "Heaven at Once" (Bayyan/Bell) - 5:01
5. "Hollywood Swinging" (West) - 4:36
6. "This Is You, This Is Me" (Brown) - 5:23
7. "Life Is What You Make It" (Thomas) - 3:53
8. "Wild and Peaceful" (Bayyan) - 9:26